# Channing "Stacks" Lorenzo
Mitchell Lavalley (Raleigh, 3 de março de 1997) é um lutador profissional americano. Ele trabalha atualmente para a WWE, na marca NXT sob o nome de ringue Channing "Stacks" Lorenzo. Ele é o atual campeão da Copa Heritage do NXT e foi campeão de duplas do NXT duas vezes.

## Carreira na luta livre profissional

### WWE (2014–2019)
Em 2014, Lavalley venceu o concurso Show Us Your Superstar da WWE quando tinha 17 anos, fazendo uma série de vídeos no WWE Performance Center antes de aparecer no painel do pré-show do SummerSlam. Lavalley foi treinado pela Jacobs-Prichard Wrestling Academy. Sob o nome de ringue Jake Tucker, Lavalley fez sua estreia no wrestling profissional em 24 de agosto de 2019, derrotando Sean Stephens. Lavalley também fez uma aparição no episódio de 2 de dezembro do Raw como jobber, lutando sob o nome de Mitchell Lyons e fazendo equipe com Mark Sterling em uma derrota para The Viking Raiders (Erik e Ivar).

### All Elite Wrestling (2021)
Tucker fez uma aparição para a All Elite Wrestling (AEW) no episódio de 15 de junho de 2021 do Dark, perdendo para Frankie Kazarian. Ele também lutou no episódio de 13 de julho do Dark, perdendo para The Blade.

### Retorno à WWE (2022–presente)
Em 17 de março de 2022, Lavalley assinou um contrato de desenvolvimento com a WWE e foi designado para o WWE Performance Center. Sob o nome de ringue Channing "Stacks" Lorenzo, ele fez sua estreia no episódio de 19 de abril do NXT, ao lado de Troy "Two Dimes" Donovan, atacando Santos Escobar durante uma luta. Na semana seguinte, no NXT, Tony D'Angelo, com a gimmick de um mafioso italo-americano e líder do grupo The D'Angelo Family, os apresentou como seus capangas, estabelecendo-os como heels no processo. Em 4 de junho, no NXT In Your House, The D'Angelo Family derrotou o Legado Del Fantasma e, de acordo com a estipulação, o Legado Del Fantasma teve que se juntar à The D'Angelo Family. Após a demissão de Two Dimes no episódio de 2 de agosto do NXT, Lorenzo e D'Angelo enfrentaram The Creed Brothers pelo Campeonato de Duplas do NXT, mas foram derrotados após Escobar virar-se contra D'Angelo.
No NXT Stand & Deliver, em 1º de abril de 2023, Lorenzo e D'Angelo, agora como faces, não conseguiram conquistar o Campeonato de Duplas do NXT em uma luta triple threat de duplas. No NXT: The Great American Bash, Lorenzo e D'Angelo derrotaram Gallus (Wolfgang e Mark Coffey) para conquistar o Campeonato de Duplas do NXT, marcando o primeiro título de sua carreira. No NXT: Halloween Havoc, em 24 de outubro, eles perderam os títulos para Chase University (Andre Chase e Duke Hudson), mas recuperaram os títulos no episódio de 14 de novembro do NXT ao derrotar Chase University. No episódio de 13 de fevereiro de 2024 do NXT, Stacks e D'Angelo perderam os títulos para Bron Breakker e Baron Corbin. No NXT: Roadblock, D'Angelo apresentou Luca Crusifino como o "consigliere" da The D'Angelo Family. No episódio de 16 de abril do NXT, D'Angelo revelou que sua família foi contratada pela No Quarter Catch Crew (Charlie Dempsey, Damon Kemp e Myles Borne) para (kayfabe) eliminar seu líder Drew Gulak. D'Angelo exigiu o pagamento pelo serviço, mas a NQCC se recusou, o que resultou em uma briga entre as duas facções e culminou em uma luta de trios entre as duas facções na Semana 1 do Spring Breakin', que foi vencida pela The D'Angelo Family. No episódio de 7 de maio do NXT, Dempsey e Borne enfrentaram Tyson DuPont e Tyrek Igwe em uma luta de duplas. Antes do início da luta, o árbitro foi declarado "indisponível" e Stacks foi anunciado como árbitro especial, custando a Dempsey e Borne a vitória através de uma contagem rápida. Após a luta, Dempsey, irritado, deu a D'Angelo uma oportunidade pela Copa Heritage do NXT como pagamento pela ajuda da The D'Angelo Family e invocou a Catch Clause. Mais tarde naquela noite, D'Angelo e sua família sequestraram Kemp e Borne para anular a Catch Clause.
No NXT Stand & Deliver em 19 de abril de 2025, durante a luta de trios entre a D'Angelo Family e o DarkState (Dion Lennox, Saquon Shugars e Osiris Griffin), Lorenzo traiu D'Angelo após meses de desconfiança por parte de D'Angelo em relação a Lorenzo, tornando-se heel no processo.

## Vida pessoal
Lavalley está atualmente em um relacionamento com Bianca Carelli, que atualmente luta no NXT sob o nome de Arianna Grace e é filha de Anthony Carelli, mais conhecido como Santino Marella. Eles ficaram noivos em 27 de dezembro de 2024.

## Títulos e prêmios
- WWE
  - Copa Heritage do NXT (1 vez, atual)[25]
  - Campeonato de Duplas do NXT (2 vezes) – com Tony D'Angelo[26]